# Konrad Degen
Konrad Degen (8. Oktober 1811 in Frankfurt am Main – 9. Juni 1884 ebenda) war ein deutscher Theaterschauspieler.

## Leben
Degen war der Sohn eines Polizeischreibers. Seine Mutter heiratete jedoch später einen Bäckermeister, und dieser wollte ihn ebenfalls für sein Handwerk erziehen. Allein statt sich in der Backstube zu beschäftigen, las er deutsche Klassiker und nahm heimlich, für die Kunst entflammt, dramatischen Unterricht.
Es brauchte jedoch lange, bis er den Mut fand, sein Talent auf der Bühne zu erproben. Erst 1837 gelang ihm das bei einer reisenden Gesellschaft. Er zog mit derselben längere Zeit herum, bis er endlich in Mainz, später in Wiesbaden und dann in Bremen Engagements erhielt.
Da entsagte er wieder der Schauspielkunst und wurde abermals Bäcker. Verschiedene Lebensumstände zwangen ihn hierzu, und erst 1855 debütierte er als „Wurm“ am Frankfurter Stadttheater. Trotz seines zwölfjährigen Fernseins von der Bühne hatte er die Schauspielkunst nicht verlernt, und mit Freuden beschloss man sein Engagement.
Er blieb diesem Kunstinstitut bis zum Juli 1878 treu und trat dann in den Pensionsstand.